# Porta Asinaria
Porta Asinaria è una porta delle Mura aureliane di Roma, a pochi metri di distanza da Porta San Giovanni.

## Storia
Essa risale al periodo della costruzione delle mura, edificate tra il 270 e il 273 dall'imperatore Aureliano. Sebbene gli studiosi non siano d'accordo sull'epoca di trasformazione della porta da semplice apertura di terz'ordine ad accesso monumentale, concordano invece sul fatto che molto presto ci si rese conto che l'intera area compresa tra la Porta Metronia e la Prenestina-Labicana (oggi Porta Maggiore) non era sufficientemente sicura. Vennero pertanto erette le torri cilindriche ai lati del fornice, alte circa 20 metri, ancora perfettamente conservate, e si provvide al rivestimento in travertino tuttora visibile sul lato esterno e all'apertura delle finestre per le baliste.
In effetti, il restauro curato dallo stesso Aureliano poco dopo l'edificazione del muro, o da Massenzio circa un secolo dopo o ancora all'epoca dell'imperatore Onorio nel 401-402, promosse una porta che era poco più di una posterula al rango di porta vera e propria, come è successo anche per la Pinciana e per la Metronia.
L'Asinaria è la sola, tra le porte antiche di Roma, ad avere contemporaneamente torri cilindriche affiancate a torri quadrangolari e questo conferma che, come le altre due, era in origine un'apertura di scarsa importanza, posta al centro di due delle torri a base quadrata che componevano la normale architettura del muro (vedi "Mura aureliane"). Una struttura così poderosa ne faceva, di fatto, una fortezza.
Legata a diversi importanti avvenimenti storici, è famosa per essere stata utilizzata dai Goti di Totila (che la trovarono aperta, come anche la Porta San Paolo) per l'ingresso ed il saccheggio della città del 17 dicembre 546 con relativa distruzione, secondo i cronisti dell'epoca, di un terzo della cinta muraria, frettolosamente ricostruita. Ma già qualche anno prima, nel 537, l'invito ai Goti (rivelatosi poi falso) ad entrare in Roma da quella porta costò a papa Silverio la deposizione dal soglio pontificio per tradimento. Nel 1084 passarono da qui anche l'Imperatore Enrico IV e l'antipapa Clemente III per scacciare l'allora papa "legittimo" Gregorio VII, il cui liberatore, Roberto il Guiscardo, mise a ferro e fuoco tutta l'area lateranense, arrecando gravi danni alla porta e alle mura circostanti. Anche il re Ladislao I di Napoli entrò da qui nel 1404, e quattro anni dopo ne ordinò, per la prima volta, la chiusura per motivi difensivi. Ma fu riaperta dopo solo un mese.

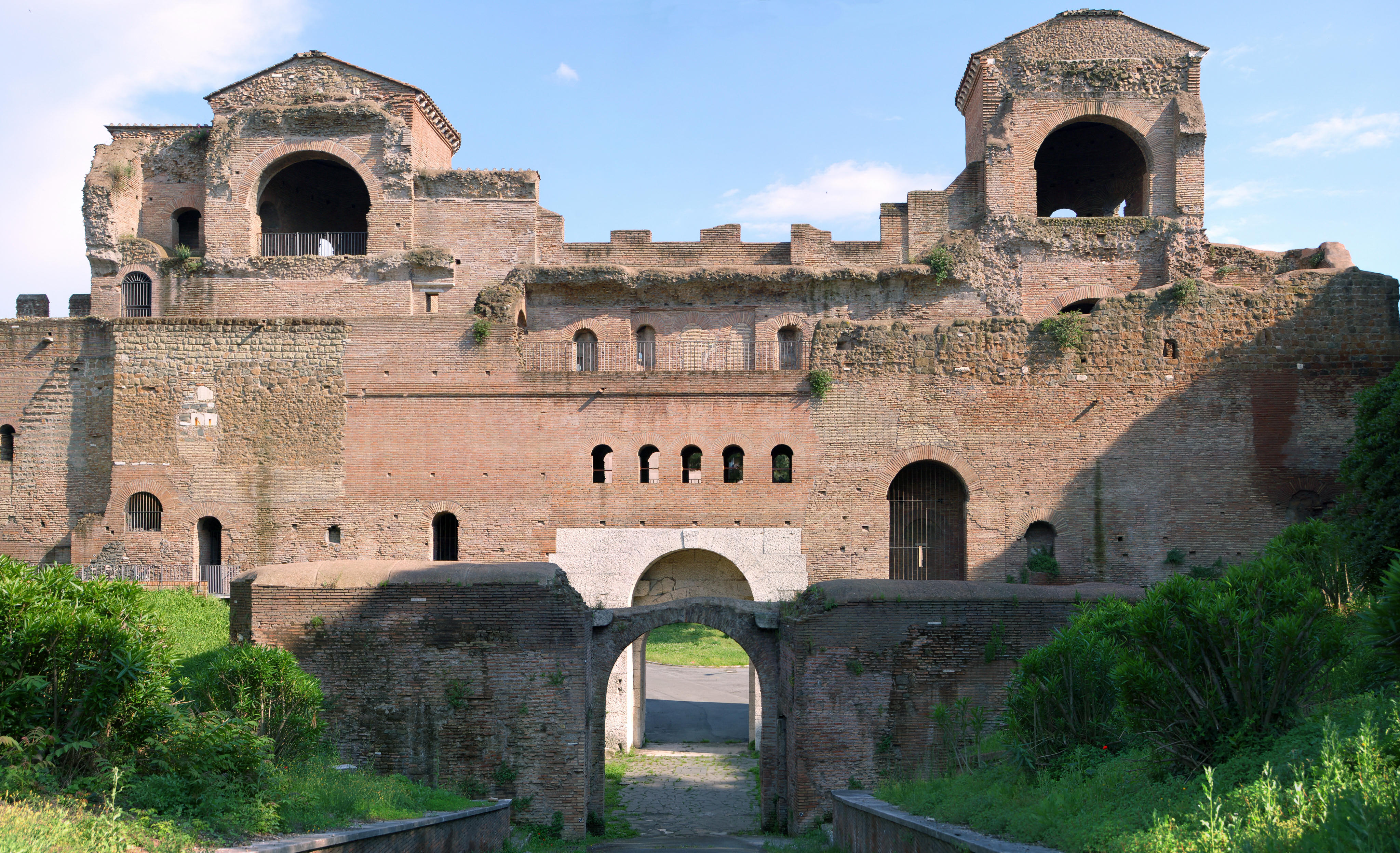
Retro di Porta Asinaria, vista dall'interno delle mura

Venne definitivamente chiusa nel 1574, contemporaneamente all'apertura della vicina Porta San Giovanni, resa necessaria nell'ambito della ristrutturazione dell'intera area del Laterano per agevolare il traffico da e per il sud d'Italia. A quell'epoca, del resto, la porta Asinaria era divenuta ormai quasi inagibile per il progressivo innalzamento del livello stradale circostante (circa 9 metri) e anche per questo era ormai del tutto inadeguata a sostenere il volume di traffico, sebbene apparisse molto più imponente dell'altra.
L'interramento progressivo ha consentito la conservazione, come è avvenuto anche per la Porta Ostiense, della fortificazione interna, conferendo all'intera struttura l'aspetto di un'opera difensiva autonoma.

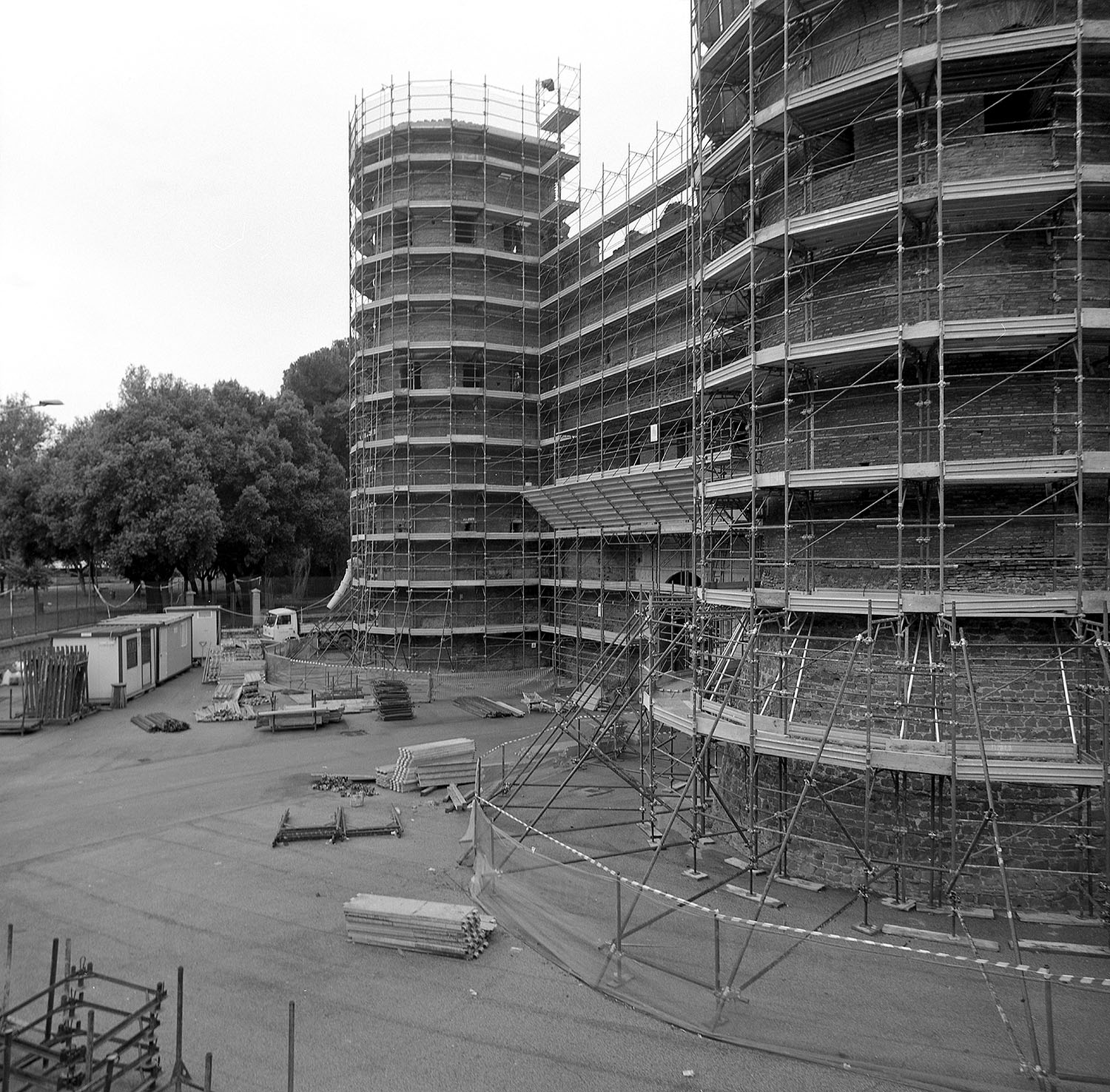
Porta Asinara durante i consolidamenti/restauri del 2004

Per moltissimi anni rimase completamente inutilizzata, addirittura con l'ingresso murato. Venne riaperta solo nel 1956, a seguito di un consistente restauro, ma utilizzata ormai solo come passaggio pedonale.
Deve il suo nome all'antica via Asinaria, molto precedente alla stessa cinta muraria, che l'attraversava confluendo, più avanti, nella via Tuscolana. All'interno della città la via Asinaria diventava invece, con un singolare accostamento toponomastico, la Via Santa, che dal Laterano conduceva alla Basilica di San Pietro; in occasione delle incoronazioni dei nuovi pontefici nel Medioevo veniva percorsa dai papi neo-eletti in processione, nella loro duplice veste di Pontefice e Vescovo di Roma. In documenti risalenti al 943 viene chiamata “Porta S. Johannis Laterani”, mentre nel XIII secolo è attestata la denominazione di Porta Lateranense.
Nei pressi della porta venne rinvenuta una delle “pietre daziarie”, sistemate nel 175 e scoperte in tempi differenti nelle vicinanze di alcune porte importanti (ne sono state trovate solo altre due,  vicino alla Salaria ed alla Flaminia; erano poste ad individuare una sorta di confine amministrativo, dove si trovavano gli “uffici di dogana”. Questi uffici provvedevano alla riscossione delle tasse sulle merci in entrata e in uscita dalla città, ma in epoca medievale, dal V secolo e almeno fino al XV, vennero adibiti anche alla riscossione del pedaggio per il transito dalle porte, alcune delle quali, secondo una prassi divenuta normale, erano addirittura di proprietà di qualche ricco possidente o appaltatore. In un documento del 1467 è riportato un bando che specifica le modalità di vendita all'asta delle porte cittadine per un periodo di un anno. Da un documento del 1474 apprendiamo che il prezzo d'appalto per la porta S. Giovanni (evidentemente l'Asinaria, visto che la San Giovanni venne aperta un secolo dopo) era pari a ”fiorini 74, sollidi 19, den. 6 per sextaria” (“rata semestrale”); si trattava di un prezzo abbastanza alto, e alto doveva quindi essere anche il traffico cittadino per quel passaggio, per poter assicurare un congruo guadagno al compratore. Guadagno che era regolamentato da precise tabelle che riguardavano la tariffa di ogni tipo di merce, ma che era abbondantemente arrotondato da abusi di vario genere, a giudicare dalla quantità di gride, editti e minacce che venivano emessi.